# Albero della fecondità
L'Albero della fecondità, o dell'Abbondanza, è un affresco del XIII secolo situato sul muro interno delle fonti dell'Abbondanza, una fontana pubblica nel centro storico di Massa Marittima, in Toscana. 
L'immagine raffigura un grande albero i cui frutti sono numerosi peni, circondato da alcune donne e uccelli di colore nero. Posizionato su una struttura civica in uno spazio pubblico, l'affresco ha attirato l'attenzione degli studiosi per il suo soggetto insolito e il suo significato ambiguo.
Gli studiosi hanno offerto molte interpretazioni, tra cui satira politica, iconografia della fertilità, messaggi morali e testimonianza dei conflitti tra fazioni dell'Italia medievale. Altri lo hanno collocato all'interno delle più ampie tradizioni dell'arte pubblica nelle città medievali italiane, collegandolo a idee su genere, identità civica e controllo sociale.

## Descrizione
L'affresco è dipinto sulla parete interna delle fonti dell'Abbondanza, la fontana civica di Massa Marittima, databile intorno al 1265. Originariamente chiamata Fonte Nuova, la fontana con l'intero edificio degli ex granai sono stati oggetto di un'opera di restauro tra il 1999 e il 2000, momento in cui l'affresco è ritornato alla luce dopo essere rimasto nascosto per secoli.
L'affresco occupa una posizione prominente sulla parete interna a sinistra e raffigura un grande albero deciduo, ricco di foglie, come elemento centrale. Appesi ai rami dell'albero, distribuiti in modo simmetrico tra le fronde, ci sono circa venticinque falli sproporzionati, la maggior parte con testicoli, e rappresentati in uno stato di erezione. Sotto l'albero, un gruppo di otto figure femminili distinguibili interagiscono con l'immagine in vari modi: alcune sembrano tendere verso i rami, altre sono ferme in conversazione o gesticolano tra loro. Una figura appare come intenta a frugare freneticamente tra i rami dell'albero alla ricerca di un fallo, in contrasto con le pose più composte delle sue compagne, mentre una coppia di donne è raffigurata nell'atto di contendersi un pene tirandosi i capelli. Sparsi attorno all'albero ci sono cinque uccelli neri, quattro a sinistra e uno a destra, aggiungendo un ulteriore livello di ambiguità simbolica o narrativa alla scena.

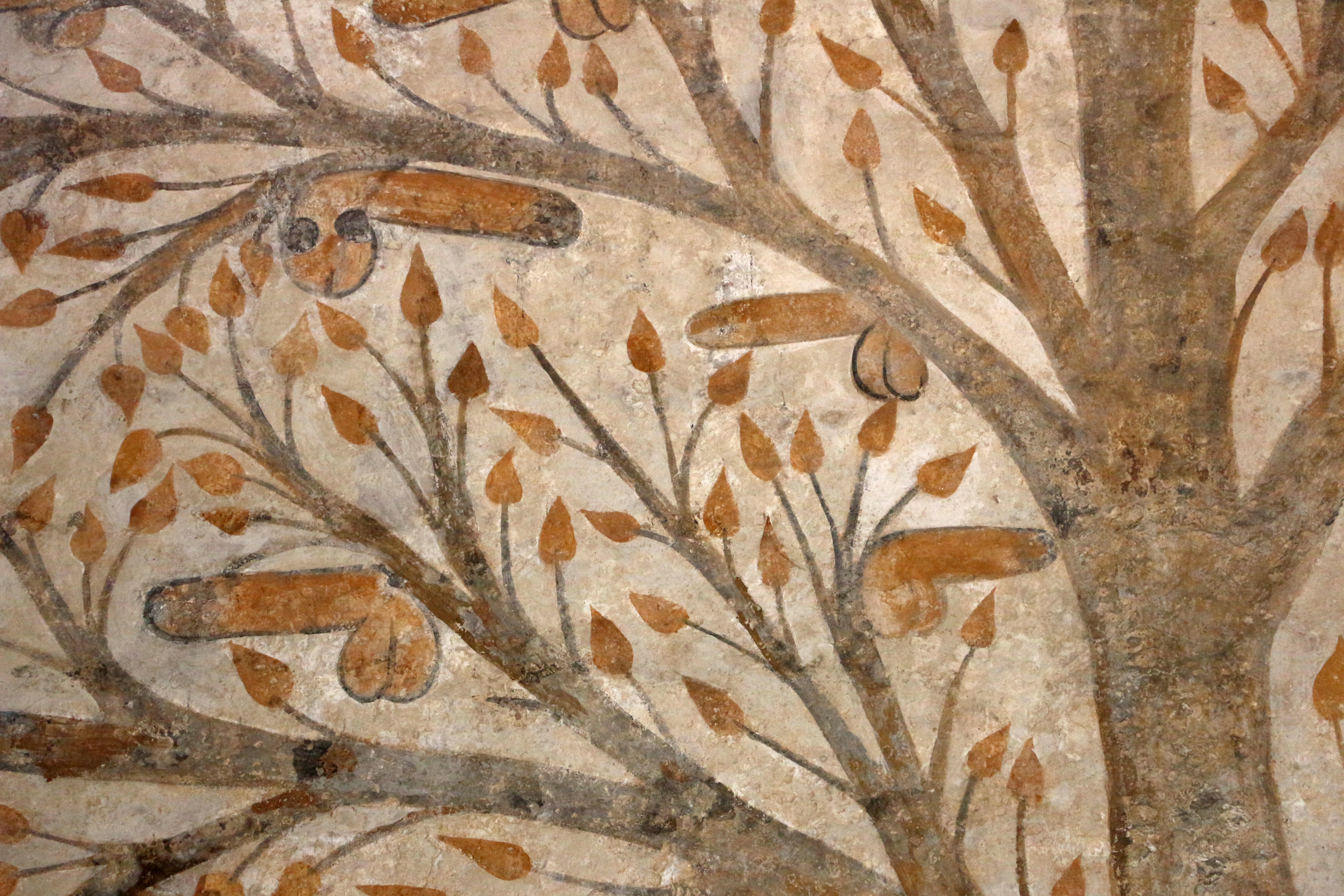
Particolare dei falli
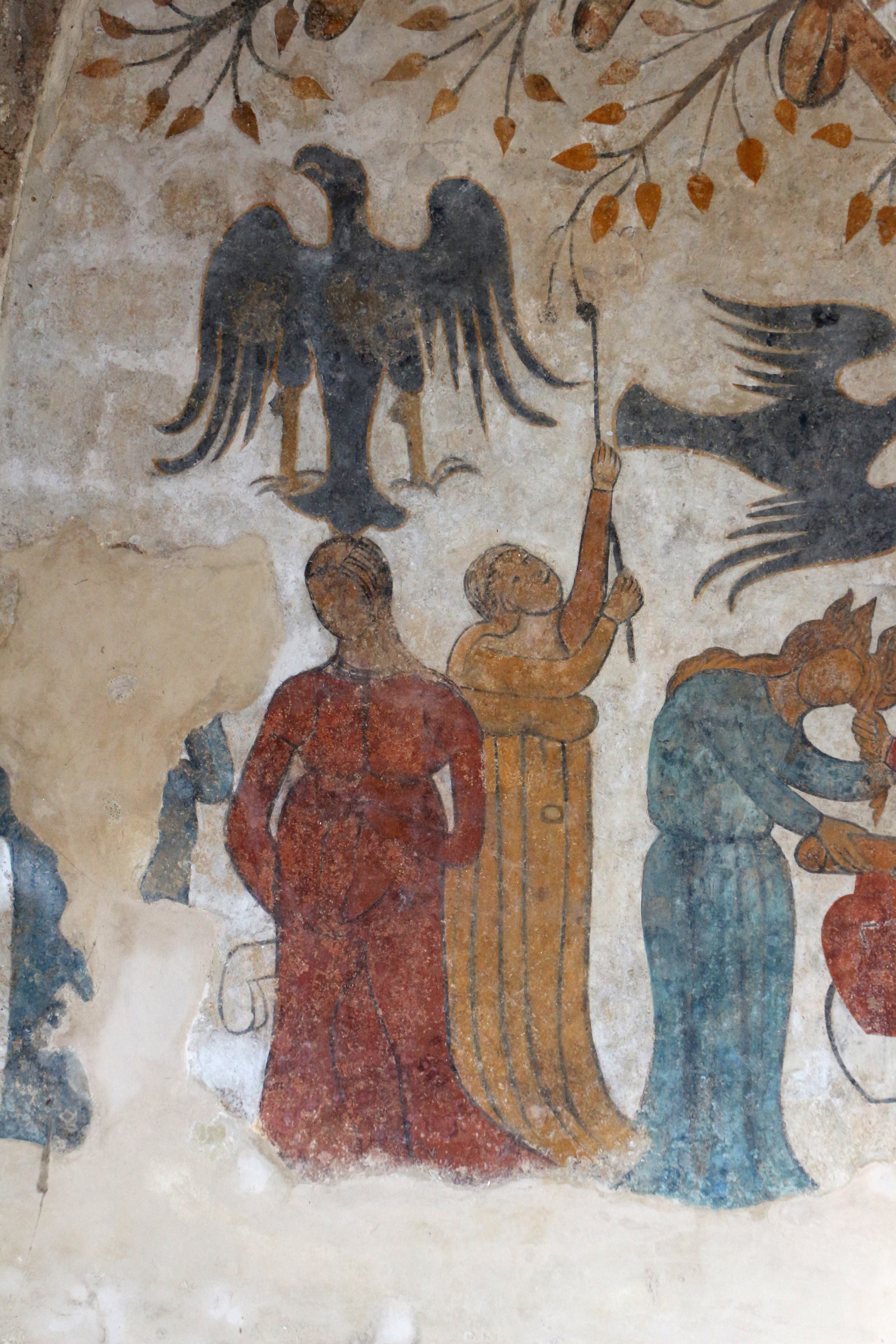
Particolare delle donne e gli uccelli
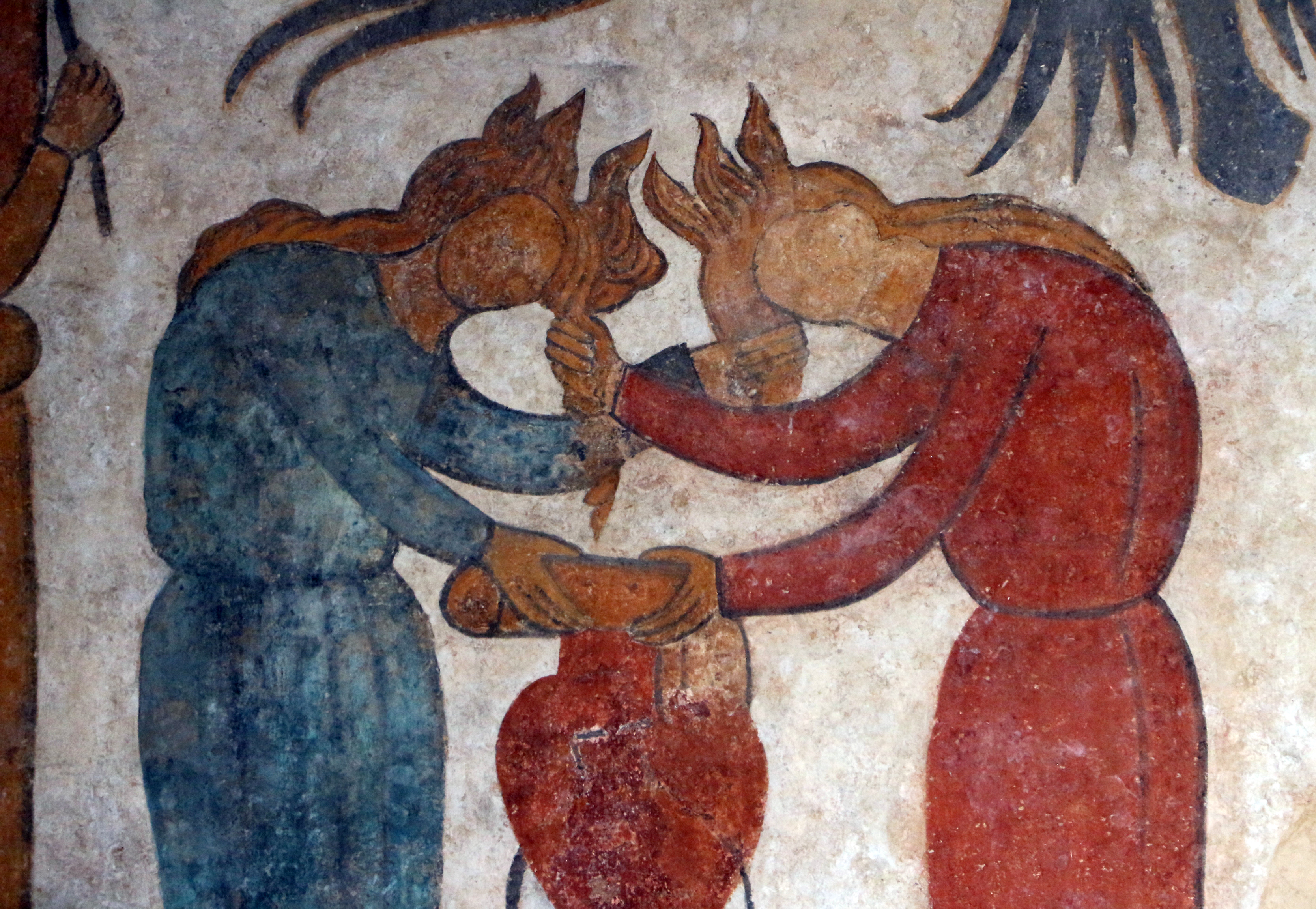
Particolare delle contendenti